# 港岳彦
港 岳彦（みなと たけひこ、1974年3月5日 - ）は、日本の脚本家。シナリオ作家協会会員。九州大学芸術工学研究院教授。日本映画学校（現・日本映画大学）7期卒業。シナリオ講座第28期修了。宮崎県出身。

## 来歴
- 1995年、日本映画学校ジャーナル演出コース卒業。
- 1998年『僕がこの街で死んだことなんかあの人は知らない』で、シナリオ作家協会主催・大伴昌司賞受賞。
- 2008年『イサク』で第4回ピンクシナリオコンクール入選（2009年度「年鑑代表シナリオ集」選出）。
- 2010年『結び目』がカイロ国際映画祭長編デジタル部門にコンペ出品。また、サンタバーバラ国際映画祭コンペ部門にも出品。
- 2022年3月に公開予定だった映画「蜜月」で脚本を担当。家族内の性的被害について描いた作品であったが榊英雄監督が女優に性的関係の強要を告発したため直前に公開が中止となった。

## 作品

### 映画
- ちゃんこ（2006年）山田耕大との共同脚本
- イサク（2009年）
- ヘクトパスカル（2009年）亀井亨との共同脚本
- サルベージ（2010年）
- 結び目（2010年）
- 妖女伝説セイレーンXXX〜魔性の悦楽（2010年）
- MiLK（2010年）
- 私の奴隷になりなさい（2012年）
- 百年の時計（2012年）
- ナイトピープル（2013年）
- インターミッション（2013年）樋口尚文監督との共同脚本
- 赤×ピンク（2014年）
- 最近、妹のようすがちょっとおかしいんだが。（2014年）
- 花と蛇 ZERO（2014年）
- 空人（2016年）
- 蜜のあわれ（2016年）
- 夏美のホタル（2016年）
- あゝ、荒野 前篇・後編（2017年）
- 恋とボルバキア（2017年）構成
- 宮本から君へ（2019年）
- MOTHER マザー（2020年）大森立嗣監督との共同脚本
- CHAIN/チェイン（2021年）
- 蜜月（2022年公開予定・公開中止）[2]
- とんび（2022年）
- アナログ（2023年）
- 正欲（2023年）
- ぼくが生きてる、ふたつの世界（2024年）
- ゴールド・ボーイ（2024年）
- SUKIYAKI 上を向いて歩こう（2026年公開予定）

### テレビドラマ
- 本当にあったありえない話 第3 - 4話（2009年）
- 原発アイドル（2012年、フジテレビ）構成 ※第50回ギャラクシー奨励賞受賞
- 僕たち女の子（2013年、フジテレビ）構成
- 前科者 -新米保護司・阿川佳代-（2021年、WOWOW）

### オリジナルビデオ
- 妻の恋　おしどりふわふわ (2011年、監督：いまおかしんじ)